# パイこね変換

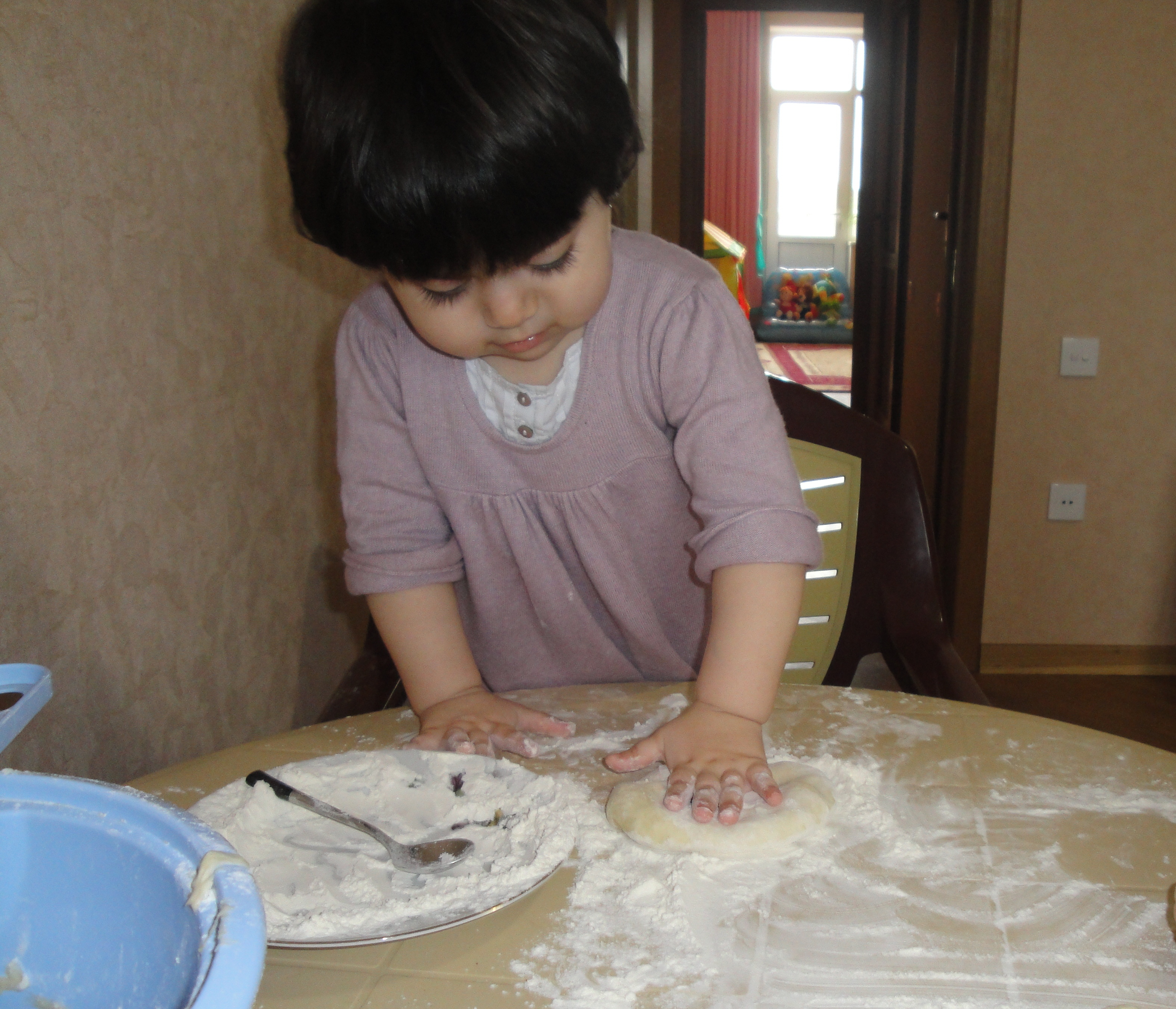
パン生地をこねる女の子。押し潰しては折り畳むを繰り返すことによってなぜ生地が一様になっていくかについて、数理的な説明を与えている変換とも言える。

パイこね変換（パイこねへんかん、英語: baker's transformation）とは、2次元の離散力学系の一種で、カオスを生み出す典型的な仕組みを抜き出した基礎的な系として知られる。名称は料理におけるパイの生地を引き延ばして折り畳む操作に因む。パイこね写像（パイこねしゃぞう、英語: baker's map）とも呼ばれる場合もある。
パイこね変換の原案は、エーベルハルト・ホップにより1937年に考案された。ホップによると、元々の英語名称の"baker's transformation"は、1949年のジョン・フォン・ノイマンとの会話の中でノイマンが命名したものである。日本語への直訳では「パン屋変換」や「パン屋写像」となるが、「パン屋」や「パンこね」ではなく「パイこね」が日本語名称として慣習的に用いられている。

## 保存系の場合

### 変換

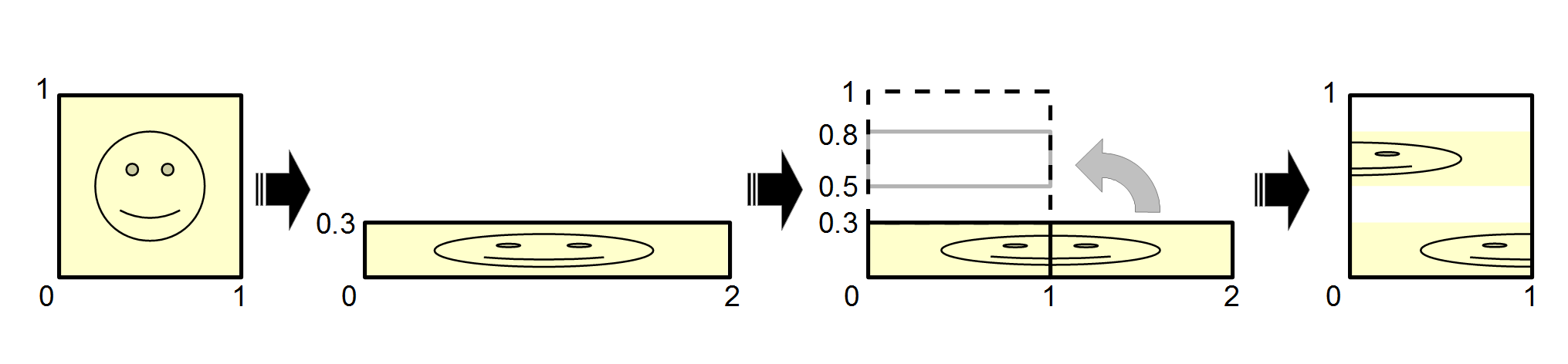
散逸系のパイこね変換の模式図。a = 0.3 の場合。保存系の場合と同様に、最左の図から中央左の図への操作が「引き延ばし」に相当し、中央右の図から最右の図への操作が「折り畳み」に相当する。

パイこね変換は、単位正方形からそれ自身への写像（変換）として定義される。さらに、力学系には大きく分けて保存系と散逸系が存在する。パイこね変換についても以下のように保存系と散逸系が与えられる。
パイこね変換が保存系の場合、単位正方形 E = [0, 1] × [0, 1] に対する変換 f: E → E は次のように与えられる。
{\displaystyle f(x,y)={\begin{cases}(2x,\ y/2)&0\leq x\leq 1/2\\(2x-1,\ y/2+1/2)&1/2<x\leq 1\end{cases}}}
ここで、x ∈ [0, 1], y ∈ [0, 1] である。上式の x と y を逆にする場合、すなわち1/2倍に押し潰される方向を x とする場合も多いが、本記事では押し潰される方向を y で統一する。漸化式では次のように表される。
{\displaystyle (x_{n+1},\ y_{n+1})={\begin{cases}(2x_{n},\ y_{n}/2)&0\leq x_{n}\leq 1/2\\(2x_{n}-1,\ y_{n}/2+1/2)&1/2<x_{n}\leq 1\end{cases}}}
この変換のヤコビアン J を計算すると 1 となり、何回変換を繰り返しても面積一定で保たれる保存系であることが確認できる。
{\displaystyle J={\begin{vmatrix}{\frac {\partial x_{n+1}}{\partial x_{n}}}&{\frac {\partial y_{n+1}}{\partial x_{n}}}\\{\frac {\partial x_{n+1}}{\partial y_{n}}}&{\frac {\partial x_{y+1}}{\partial y_{n}}}\end{vmatrix}}={\begin{vmatrix}2&0\\0&1/2\end{vmatrix}}=1}
この変換を文章で説明すると、変換を１回適用する過程で、次のような操作を行っていることになる。
1. 与えられた単位正方形の領域を横方向（x 方向）に2倍に伸ばし、縦方向（y 方向）に1/2に押しつぶす。
2. 押し伸ばされた領域の内、単位正方形からはみ出た右半分の領域（1 < x ≤ 2 ）を切り取り、平行移動させて、はみ出ていない左半分の領域（0 < x ≤ 1 ）の上に乗せる。

これら一連の操作の繰り返しにより、初期領域はかき混ぜられ、後述のカオスが生み出される。特に、1番目の操作は「引き延ばし」、2番目の操作は「折り畳み」と呼ばれ、これらはカオスを発生させる基本的な仕掛けとなる。

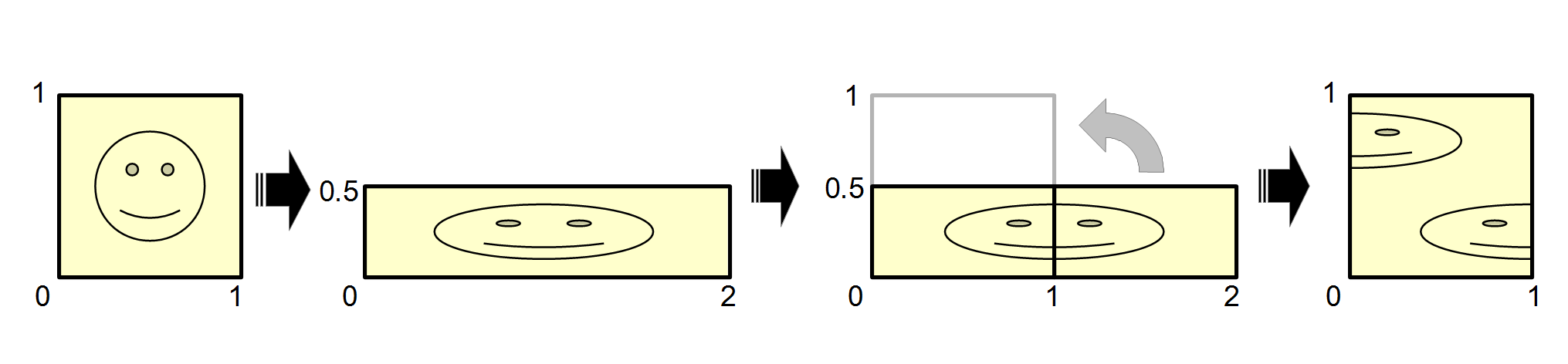
保存系のパイこね変換の模式図。最左の図から中央左の図への操作が「引き延ばし」に相当し、中央右の図から最右の図への操作が「折り畳み」に相当する。

上記の2の操作のときに、平行移動ではなく折り返す（180°回転させる）ようなパイこね変換も存在する。カオスを生み出す機構としては本質的にどちらでも変わらない。折り返す場合の保存系のパイこね変換は次のように示される。
{\displaystyle (x_{n+1},\ y_{n+1})={\begin{cases}(2x_{n},\ y_{n}/2)&0\leq x_{n}\leq 1/2\\(2-2x_{n},\ y_{n}/2+1/2)&1/2<x_{n}\leq 1\end{cases}}}

### 漸近挙動
この変換を再帰的に繰り返し適用すると、初期の各点は離れ離れになっていき、初期に固まっていた領域は一様に均されて全体に広がっていく。このような性質から、料理のパイやうどんなどの生地を押し潰しては折り畳むという作業を繰り返すことによって生地を材料の偏り無く一様にできることの、数理的な説明とも言われる。そもそもの「パイこね変換」の名称も、料理におけるパイの生地を引き延ばして折り畳む操作に由来する。

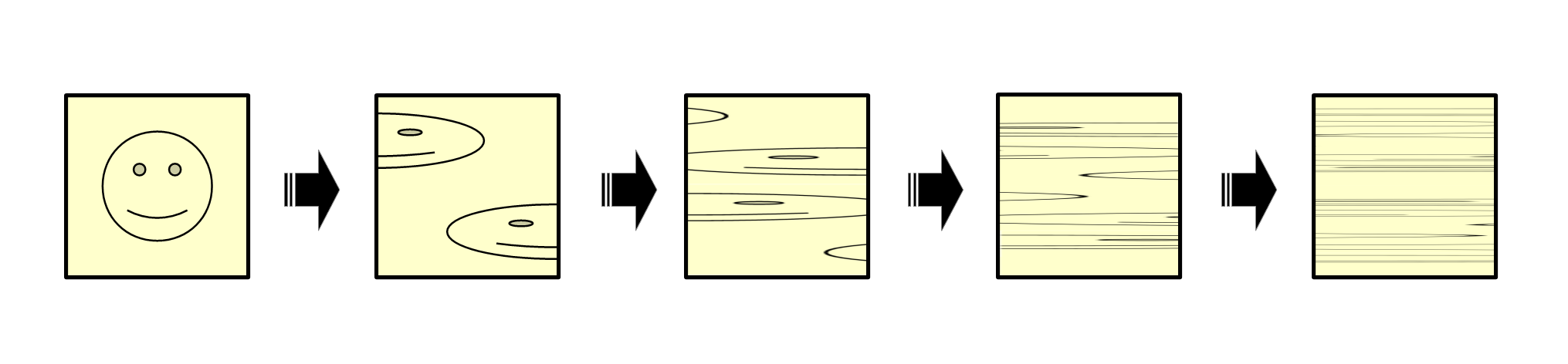
保存系パイこね変換を4回繰り返したときの様子。初期に有った顔が混じっていく。

初期点同士が離れる度合いは指数関数的で、カオスの特徴である初期値鋭敏性を発する。2つの初期点が離れていく度合いを示すリアプノフ指数は、第一リアプノフ指数を λ1、第二リアプノフ指数を λ2 とすれば、λ1 = log 2、 λ2 = −log 2 となる。ここで log は自然対数である。リアプノフ・スペクトルは {λ1, λ2} = {log 2, −log 2} で、最大リアプノフ指数は λ1 = log 2 で正の値を取る一方、全リアプノフ指数の和は λ1 + λ2 = log 2 + (−log 2) = 0 であり、保存系のカオスが持つ性質が示される。

## 散逸系の場合

### 変換
散逸系の場合のパイこね変換は次のように与えられる。
{\displaystyle (x_{n+1},\ y_{n+1})={\begin{cases}(2x_{n},\ ay_{n})&0\leq x_{n}\leq 1/2\\(2x_{n}-1,\ ay_{n}+1/2)&1/2<x_{n}\leq 1\end{cases}}}
ここで、a は系のパラメータで、0 < a < 1/2 の範囲の任意定数である。a = 1/2 も含めて a を定義すれば、上記の保存系パイこね変換も含んだ系となる。
これは、保存系の場合と同様に「引き延ばし」と「折り畳み」を行う変換である。同じように変換を文章で説明すると次のようになる。
1. 与えられた単位正方形の領域を横方向（x 方向）に2倍に伸ばし、縦方向（y 方向）に a 倍に押しつぶす。
2. 押し伸ばされた領域の内、単位正方形からはみ出た右半分の領域（1 < x ≤ 2 ）を切り取り、平行移動させて、はみ出てない左半分の領域（0 < x ≤ 1 ）の上に乗せる。ただしこのとき、保存系の場合と違って、0.5 − a の隙間を設けて乗せることになる。

### 漸近挙動
保存系の場合と同様に、変換を再帰的に繰り返し適用すると、初期の各点は離れ離れになっていく。すなわち初期値鋭敏性を持つ。しかし保存系の場合と異なり、散逸系の場合は変換を適用するたびに、初期領域は帯状に分割されていき、その帯の面積も減少していく。1つの帯の幅は変換の度に a 倍されるので、n 回変換後の各帯の幅は an となる。帯の数は変換のたびに2倍されるので、n 回変換後はその数は 2n となる。

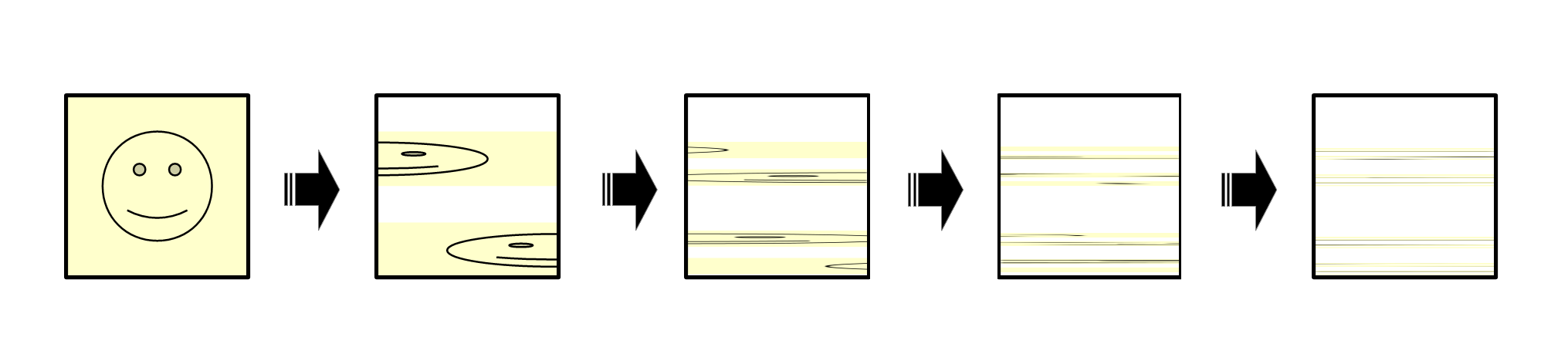
散逸系パイこね変換を4回繰り返したときの様子。a = 0.3 の場合。初期に有った顔が混じっていき、さらに初期領域（黄色部分）は帯状に分割されながら面積が減少していく。

変換を繰り返すたびに帯は薄くなり、その数は増加していくことになるが、その極限は次のようになっている。f の n 回の反復合成を f n で表し、像 A = f ∞(E) がパイこね変換を無限に適用したときに得られる部分集合を表すとする。このとき、A の極限は実際に存在し、f ∞(A) = A を満たす不変集合である。さらに、A はフラクタルであり、カントール集合の一種となっている。この場合、ハウスドルフ次元 dimH A とボックス次元 dimB A は一致しており、それらの値は
{\displaystyle \dim _{H}A=\dim _{B}A=1+{\frac {\log(1/2)}{\log a}}}
で与えられる。
既に述べたとおり f は初期値鋭敏性を持つので、A はストレンジアトラクターでもある。このアトラクターの吸引域は単位正方形全域となる。リアプノフ指数は、x 方向の第一リアプノフ指数は λ1 = log 2、y 方向の第二リアプノフ指数は λ2 = log a となる。リアプノフ・スペクトルは {λ1, λ2} = {log 2, log a} であり、最大リアプノフ指数は λ1 = log 2 で正の値を取る一方、a < 1/2 なので全リアプノフ指数の和  (λ1 + λ2 = log 2 + log a) は負となる。これらは散逸系のカオスの性質の1つである。
上記の形式のパイこね変換による A は古典的な3分割方式のカントール集合とは一致しないが、3分割のカントール集合を与える形式も考えられる。次の形式のパイこね変換では、n → ∞ で y 方向は3分割のカントール集合に厳密に一致する。
{\displaystyle (x_{n+1},\ y_{n+1})={\begin{cases}(2x_{n},\ y_{n}/3)&0\leq x_{n}\leq 1/2\\(2x_{n}-1,\ y_{n}/3+2/3)&1/2<x_{n}\leq 1\end{cases}}}
または、折り返しで「折り畳み」の操作を行う形式の場合では、次の形式の変換で3分割のカントール集合に厳密に一致する。
{\displaystyle (x_{n+1},\ y_{n+1})={\begin{cases}(2x_{n},\ y_{n}/3)&0\leq x_{n}\leq 1/2\\(2-2x_{n},\ 1-y_{n}/3)&1/2<x_{n}\leq 1\end{cases}}}